# Lost Souls
Lost Souls è l'album discografico di debutto del gruppo musicale Doves, pubblicato nel 2000.

## Tracce
1. Firesuite – 4:36
2. Here It Comes – 4:50
3. Break Me Gently – 4:38
4. Sea Song – 6:12
5. Rise – 5:38
6. Lost Souls – 6:09
7. Melody Calls – 3:27
8. Catch the Sun – 4:49
9. The Man Who Told Everything – 5:47
10. The Cedar Room – 7:38
11. Reprise – 1:45
12. A House – 3:40
13. Darker (US bonus track) – 5:51
14. Valley (US bonus track) – 4:26
15. Zither (US bonus track) – 2:36